# Червоне (Березівський район)
Черво́не — село Березівської міської громади у Березівському районі Одеської області в Україні. Населення становить 146 осіб.
Червоне (як і Танівка) входило до складу колгоспу ім. Щорса, контора якого знаходилась у селі Чорногірка. Після розпаду СРСР, а згодом і ліквідації колгоспу, налагоджена система господарських комплексів продовжила діяти у вигляді новоствореного підприємства. Це дозволило краще, на фоні загальної тенденції спаду, зберегти економічний потенціал цих сіл.

## Населення
Згідно з переписом 1989 року населення села, яке тоді входило до складу Вікторівської сільської ради, становило 141 особа, з яких 63 чоловіки та 78 жінок.
За переписом населення 2001 року в селі мешкало 146 осіб. 100 % населення вказало своєю рідною мовою українську мову.